# Drapeau du Nord-Pas-de-Calais

## Le drapeau aux armes des comtes de Flandre

Drapeau inspiré des armes de l’ancien comté de Flandre considéré par certains comme celui de la région.

La déclinaison vexillologique des armes de l’ancien comté de Flandre constitue parfois le drapeau non officiel de la région française du Nord-Pas-de-Calais.
Un tel drapeau est bien présenté comme celui de la région Nord-Pas-de-Calais par certaines sources,.
En 2010 la France a émis une série de pièces de 10 euros sur le thème des régions : celle consacrée au Nord-Pas-de-Calais comporte le drapeau au lion,.
Les gendarmes de la région Nord-Pas-de-Calais appartenant à la « gendarmerie départementale » portent sur leur uniforme l’écusson de l’ancien comté de Flandre.
Un drapeau identique, le « drapeau de la Flandre » a été adopté, officiellement, par deux entités constitutionnelles du royaume de Belgique : la Région flamande et la Communauté flamande.

Drapeau spécifique de la Flandre zélandaise.

Une partie de la « Flandre » se trouve aujourd’hui dans un troisième État, le royaume des Pays-Bas, et porte le nom de Flandre zélandaise. Elle a été dotée d’un drapeau qui lui est propre.
La partie de l’ancien comté de Flandre au sitée du côté français de l’actuelle frontière franco-belge constitue la « Flandre française », un sous-ensemble du département du Nord.
Béatrice Giblin-Delvallet a constaté en 1986 que le lion de Flandre était revendiqué par certains du côté français : 

« [L]es animateurs du mouvement régionaliste mènent campagne contre l’appellation Nord - Pas-de-Calais et militent pour imposer un autre nom, les « Pays-Bas français ». Voilà, selon eux, qui redonnerait à la région une légitimité historique et une image plus valorisante. Ce nom évoque en effet les riches États des Provinces-Unies, leurs villes commerçantes et manufacturières aux bourgeoisies audacieuses, entreprenantes et cultivées, connues entre autres par les tableaux de Rembrandt ou de Frans Hals. C’est pour les mêmes raisons que ces régionalistes revendiquent le « lion de Flandres », symbole de la force et de la puissance, comme emblème régional et rejettent le « cœur au beffroi », qu’ils jugent mièvre et ridicule. »

## Les drapeaux au cœur et au beffroi
Le conseil régional du Nord-pas-de-Calais a créé un logo pour la région, logo qui a varié au cours du temps.

Le cœur et le beffroi,
premier logo de la région,
de 1982 à 1993.

### Drapeau en rapport avec le logo de 1982
Ce logo (beffroi et cœur noirs sur fond jaune) reprend les couleurs de l’emblème de la Flandre (lion noir sur fond jaune) : il manque simplement la touche rouge (couleur de la langue et des griffes du lion de la Flandre).
Drapeau au cœur et au beffroi noirs sur fond jaune avec fond du drapeau blanc
Cet ancien drapeau est répertorié.
Drapeau au cœur et au beffroi noirs sur fond jaune avec fond du drapeau jaune aussi
Ce drapeau a été observé in situ en son temps.

### Drapeau en rapport avec le logo de 1993

Logo 1993 à 2009.

Drapeau en rapport avec le logo de 1993 avec fond entièrement blanc
Un drapeau blanc portant le logo (un cœur et un beffroi) — logo choisi par le conseil régional du Nord-Pas-de-Calais — est aussi donné comme le drapeau du Nord-Pas-de-Calais par certaines sources.
Ce drapeau est vendu par des entreprises spécialisées à titre de drapeau du Nord-Pas-de-Calais.

C’est ce drapeau qui est reproduit dans l’Encyclopédie mondiale des drapeaux d’Alfred Znamierowski avec la légende « Nord-Pas-de-Calais. Exemple d’un des nouveaux drapeaux régionaux et départementaux français. », et accompagné de ce commentaire : 

« La France a récemment conçu une série de drapeaux qui ne sont guère réussis d’un point de vue vexillologique. Les départements et régions qui possèdent de belles bannières armoriées ont aussi opté pour des drapeaux blancs chargés de logos aux formes et couleurs difficiles à distinguer de loin. Dans la plupart des cas, les logos sont accompagnés par de longues inscriptions illisibles, ce qui rend ces drapeaux difficiles à reconnaître quand ils sont déployées. »

Drapeau en rapport avec le logo de 1993 avec fond blanc et bande jaune
Une variante comportant en outre une bande verticale vieil or ou orangé verticale le long de la hampe est aussi proposée à la vente ou référencée,.

Logo de 2009 à 2016.

### Drapeau en rapport avec le logo de 2009
Le logo comportant un beffroi bleu et un cœur stylisé jaune sur fond blanc n’a pas de déclinaison vexillologique attestée.

Logo présent sur les plaques d’immatriculation, peu à peu remplace par le logo des Hauts-de-France depuis 2016.

Le drapeau avec le dessin du logo de 2009, mais avec beffroi blanc et cœur stylisé jaune sur fond bleu (avec inscription) a été considéré comme le drapeau régional jusqu'en 2016.

## La main du «pays franc»

Les Francs entre 400 et 440. Les zones colorées et pâles indiquent les tentatives d’extension des deux peuples francs.

Béatrice Giblin-Delvallet a fait état en 1986 d’une tentative sans lendemain : 

« Le conseil régional [du Nord-Pas-de-Calais] tenta de lancer l’appellation le « pays franc », avec une main pour emblème ; mais sans succès : pour beaucoup, cela ne signifiait pas grand-chose et risquait même de prêter à confusion avec d’autres régions, la Franche-Comté par exemple. »

Ce « pays » a été qualifié de « franc » parce que les Francs saliens s’y sont installés au Ve siècle.

## L’écharpe des élus régionaux
Les élus du conseil régional du Nord-Pas-de-Calais arborent une écharpe noire et jaune. Une telle écharpe n’est pas officielle mais son port ne constitue pas un délit puisqu’il ne s’agit pas de l’écharpe bleu blanc rouge.

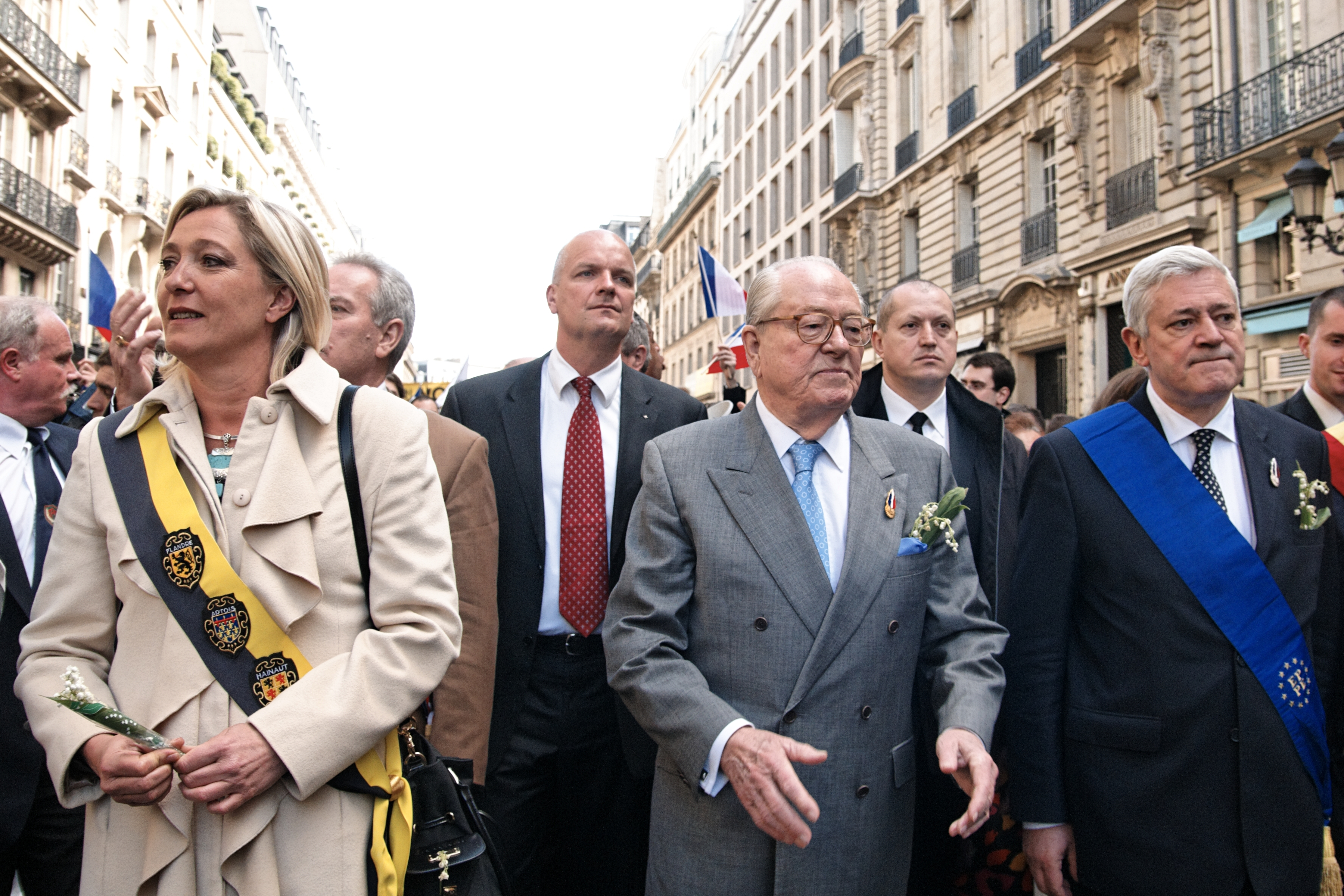
Élue (Marine Le Pen) du conseil régional du Nord-Pas-de-Calais arborant l’écharpe noire et jaune.